# Serguéi Yemelin
Serguéi Yemelin –en ruso, Сергей Емелин– (Ruzáyevka, 16 de junio de 1995) es un deportista ruso que compite en lucha grecorromana.
Participó en los Juegos Olímpicos de Tokio 2020, obteniendo una medalla de bronce en la categoría de 60 kg. Ganó dos medallas en el Campeonato Mundial de Lucha, oro en 2018 y plata en 2019, y tres medallas en el Campeonato Europeo de Lucha entre los años 2018 y 2021.

## Palmarés internacional
| Juegos Olímpicos   | Juegos Olímpicos       | Juegos Olímpicos  | Juegos Olímpicos |
| Año                | Lugar                  | Medalla           | Categoría        |
| ------------------ | ---------------------- | ----------------- | ---------------- |
| 2020               | Tokio (Japón)          | Medalla de bronce | 60 kg            |
| Campeonato Mundial |                        |                   |                  |
| Año                | Lugar                  | Medalla           | Categoría        |
| 2018               | Budapest (Hungría)     | Medalla de oro    | 60 kg            |
| 2019               | Nursultán (Kazajistán) | Medalla de plata  | 60 kg            |
| Campeonato Europeo |                        |                   |                  |
| Año                | Lugar                  | Medalla           | Categoría        |
| 2018               | Kaspisk (Rusia)        | Medalla de oro    | 60 kg            |
| 2019               | Bucarest (Rumania)     | Medalla de plata  | 60 kg            |
| 2021               | Varsovia (Polonia)     | Medalla de oro    | 60 kg            |